# SN 1971P
SN 1971P – supernowa typu I odkryta 19 sierpnia 1971 roku w galaktyce NGC 7319. W momencie odkrycia miała maksymalną jasność 16,90m.